# Tino Chrupalla
Tino Chrupalla (Weißwasser, 1975. április 14. –) német üzletember és politikus, 2017 óta a Bundestag tagja az Alternatíva Németországért párt képviseletében. 2019 novemberében Alexander Gauland jelölte őt a formáció társelnöki posztjára, majd szabályosan megválasztották erre a tisztségre. 
Pártját a német Szövetségi Alkotmányvédelmi Hivatal (BfV) 2025. május 2-án hivatalosan is „bizonyítottan szélsőjobboldali” szervezetként minősítette. Chrupalla a döntést politikai indíttatásúnak nevezte és jogi lépéseket helyezett kilátásba.

## Korai évek
Chrupalla 1975-ben született a Német Demokratikus Köztársaságban, Weißwasserben, és 2003-ban tett lakberendezői és szobafestő mestervizsgát (Meisterprüfung). 

## Életútja
Tino Chrupalla az 1990-es években csatlakozott a CDU-hoz kötődő Fiatal Unióhoz. 2015-ben csatlakozott a jobboldali Alternatíva Németországért (AfD) párthoz, és gyorsan felemelkedett annak soraiban. A 2017-es német szövetségi választásokon a görlitzi választókerületben legyőzte a későbbi szászországi miniszterelnököt, Michael Kretschmert (CDU). 
Steve Bannon pártfogoltjának tekintik, 2019 decemberében nevezték ki az AfD szóvivőjének. A párt keményvonalas, Björn Höckéhez közel álló szárnyának képviselője  bár arra szólítja fel az aktivistákat, hogy kerüljék a „túlságosan drasztikus nyelvezetet”, amely megakadályozná a nyitást „az új választók, különösen a nők felé”. A sajtó azonban arról számol be, hogy ő maga a náci szóhasználatból kölcsönzött „Umvolkung” (etnikai átalakulás) kifejezést használta a bevándorlásra utalva. 
2017 és 2021 között az AfD szövetségi parlamenti frakciójának öt alelnökének egyike volt. 
 Az AfD 2021. áprilisi kongresszusán élesen bírálta Jörg Meuthen pártelnököt. A feszültségek olyan nagyok voltak, hogy úgy vélték, szakadáshoz vezethetnek.   

## Az AfD vezetője
2021. május 25-én a párton belüli szavazáson Chrupallát és Weidelt választották meg a Bundestagba az AfD frakcióvezetőinek a szavazatok 71 százalékával.
Az Alternatíva Németországért a 2021. szeptember 26-án tartott német szövetségi választáson a szavazatok 10,3%-át szerezte meg. Az AfD ezúttal az ötödik legerősebb pártként vonult be a Bundestagba 83 képviselőhelyet tudva a magáénak, tizeneggyel kevesebbel, mint 2017-ben.
 2022. június 18-án a szászországi Riesában tartott pártkongresszuson a küldöttek a kettős pártvezetés mellett döntöttek. Tino Chrupalla és Alice Weidel számítottak favoritnak az AfD vezetésére: egy keleti férfi és egy nyugati nő, akik a Bundestagban már együtt vezették a frakciót. A párt már egy évvel korábban egy előszavazáson is őket tette meg a csúcsjelölti duónak. Végül a társelnökség kérdésében a küldöttek 53 százaléka szavazott bizalmat Tino Chrupallának, míg 67 százalékuk Alice Weidelnek. Ekkortól társelnökökként már az egész pártot ők ketten vezették. 

## Tartományi– és szövetségi választási sikerek
Chrupalla és Weidel pártja a 2024. szeptember 1-jei türingiai tartományi választáson 32,8 százalékot ért el, és ezzel a párt életében először szerzett első helyet egy tartományi választáson. Az AfD a szászországi tartományi választáson 30,6 százalékot, míg a szeptember 22-i brandenburgi tartományi választáson 29,2 százalékot ért el, és ezekkel az eredményekkel a másik két kelet-német tartományban második lett. Weidelék pártja ezekkel az eredményekkel jócskán megelőzte a kormányzó közlekedésilámpa-koalíció történelmi pártjai közül a Zöldeket és az FDP-t, valamint Brandenburg kivételével az SPD-t is.
A 2025. február 23-án tartott előrehozott német szövetségi választáson történelmi eredményt értek el: a szavazatok 20,8%-át szerezték meg, ezzel a második legerősebb párttá váltak a Bundestagban. Ez jelentős előrelépés volt a 2021-es választáshoz képest. Az AfD 152 képviselői helyet szerzett, ami 69-cel több, mint az előző ciklusban.